# Peder Kierkegaard
Carl Peder Jörgen Hildebrand Kierkegaard, född 15 juni 1928 i Örebro Sankt Nikolai församling, död 29 januari 1996 i Lidingö församling, Stockholms län, var en svensk kemist. Han var bror till Christer Kierkegaard.
Peder Kierkegaard var från 1970 professor i strukturkemi vid Stockholms universitet. Han blev ledamot av Vetenskapsakademien 1982 och var sekreterare i Vetenskapsakademiens Nobelkommitté för kemi från 1987. Han är begravd på Lidingö kyrkogård.